# Campeonato manomanista 2018
La LXXIII edición del Campeonato manomanista, máxima competición de pelota vasca en la variante de pelota mano profesional de primera categoría, que se disputÓ en el año 2018. Estuvo organizada por la LEPM (Liga de Empresas de Pelota Mano), compuesta por las dos principales empresas dentro del ámbito profesional de la pelota mano, Asegarce y ASPE. Jokin Altuna venció a Aimar Olaizola, proclamándose campeón y consiguiendo su primera txapela en la modalidad.

## Pelotaris
| - Pelotaris de Asegarce: - Jon Ander Albisu (1/16) - Axier Arteaga (1/16) - Iñaki Artola (1/8) - Oinatz Bengoetxea (1/4) - Víctor Esteban (1/16) - Unai Laso (1/16) - Aimar Olaizola (1/8) - Mikel Urrutikoetxea (1/4) |  | - Pelotaris de ASPE: - Jokin Altuna (1/8) - Danel Elezkano (1/16) - Joseba Ezkurdia (1/8) - Iker Irribarria (1/4) - Erik Jaka (Previa) - Aitor Mendizabal (Previa) - Julen Retegi (1/16) - Beñat Rezusta (1/4) - José Javier Zabaleta (1/16) |

## Fase previa
| Fecha    | Frontón y localidad     | Rojo           | Azul | Tanteo |
| -------- | ----------------------- | -------------- | ---- | ------ |
| 09/04/18 | Frontón Aitzuri, Zumaya | Mendizabal III | Jaka | 6-22   |

## Dieciseisavos de final
| Fecha    | Frontón y localidad      | Rojo        | Azul       | Tanteo |
| -------- | ------------------------ | ----------- | ---------- | ------ |
| 13/04/18 | Frontón Auzoeta, Ataun   | Albisu      | Zabaleta   | 22-8   |
| 14/04/18 | Frontón Labrit, Pamplona | Jaka        | Laso       | 22-13  |
| 15/04/18 | Frontón Astelena, Éibar  | Elezkano II | Arteaga II | 22-6   |
| 15/04/18 | Frontón Astelena, Éibar  | Retegi BI   | Víctor     | 22-21  |

## Octavos de final
| Fecha    | Frontón y localidad      | Rojo        | Azul       | Tanteo |
| -------- | ------------------------ | ----------- | ---------- | ------ |
| 20/04/18 | Frontón Burunda, Alsasua | Ezkurdia    | Jaka       | 22-15  |
| 21/04/18 | Frontón Labrit, Pamplona | Olaizola II | Albisu     | 22-7   |
| 22/04/18 | Frontón Astelena, Éibar  | Retegi BI   | Altuna III | 12-22  |
| 23/04/18 | Frontón Beotibar, Tolosa | Elezkano II | Artola     | 22-11  |

## Cuartos de final
| Fecha    | Frontón y localidad              | Rojo          | Azul        | Tanteo |
| -------- | -------------------------------- | ------------- | ----------- | ------ |
| 27/04/18 | Frontón Municipal, Vergara       | Olaizola II   | Rezusta     | 22-8   |
| 28/04/18 | Frontón Labrit, Pamplona         | Bengoetxea VI | Elezkano II | 14-22  |
| 29/04/18 | Frontón Astelena, Éibar          | Ezkurdia      | Irribarria  | 22-9   |
| 01/05/18 | Frontón Atano III, San Sebastián | Urrutikoetxea | Altuna III  | 16-22  |

## Semifinales
| Fecha    | Frontón y localidad      | Rojo        | Azul        | Tanteo |
| -------- | ------------------------ | ----------- | ----------- | ------ |
| 12/05/18 | Frontón Labrit, Pamplona | Olaizola II | Elezkano II | 22-13  |
| 13/05/18 | Frontón Bizkaia, Bilbao  | Ezkurdia    | Altuna III  | 17-22  |

## Tercer y cuarto puesto
| Fecha    | Frontón y localidad         | Rojo     | Azul        | Tanteo |
| -------- | --------------------------- | -------- | ----------- | ------ |
| 20/05/18 | Frontón Izarraitz, Azpeitia | Ezkurdia | Elezkano II | 22-21  |

## Final
| Fecha    | Frontón y localidad     | Rojo        | Azul       | Tanteo |
| -------- | ----------------------- | ----------- | ---------- | ------ |
| 27/05/18 | Frontón Bizkaia, Bilbao | Olaizola II | Altuna III | 14-22  |

- Datos: Q51881600